# Mermessus subantillanus
Mermessus subantillanus là một loài nhện trong họ Linyphiidae.
Loài này thuộc chi Mermessus. Mermessus subantillanus được Alfred Frank Millidge miêu tả năm 1987.